# François-Nicolas-Léonard Buzot

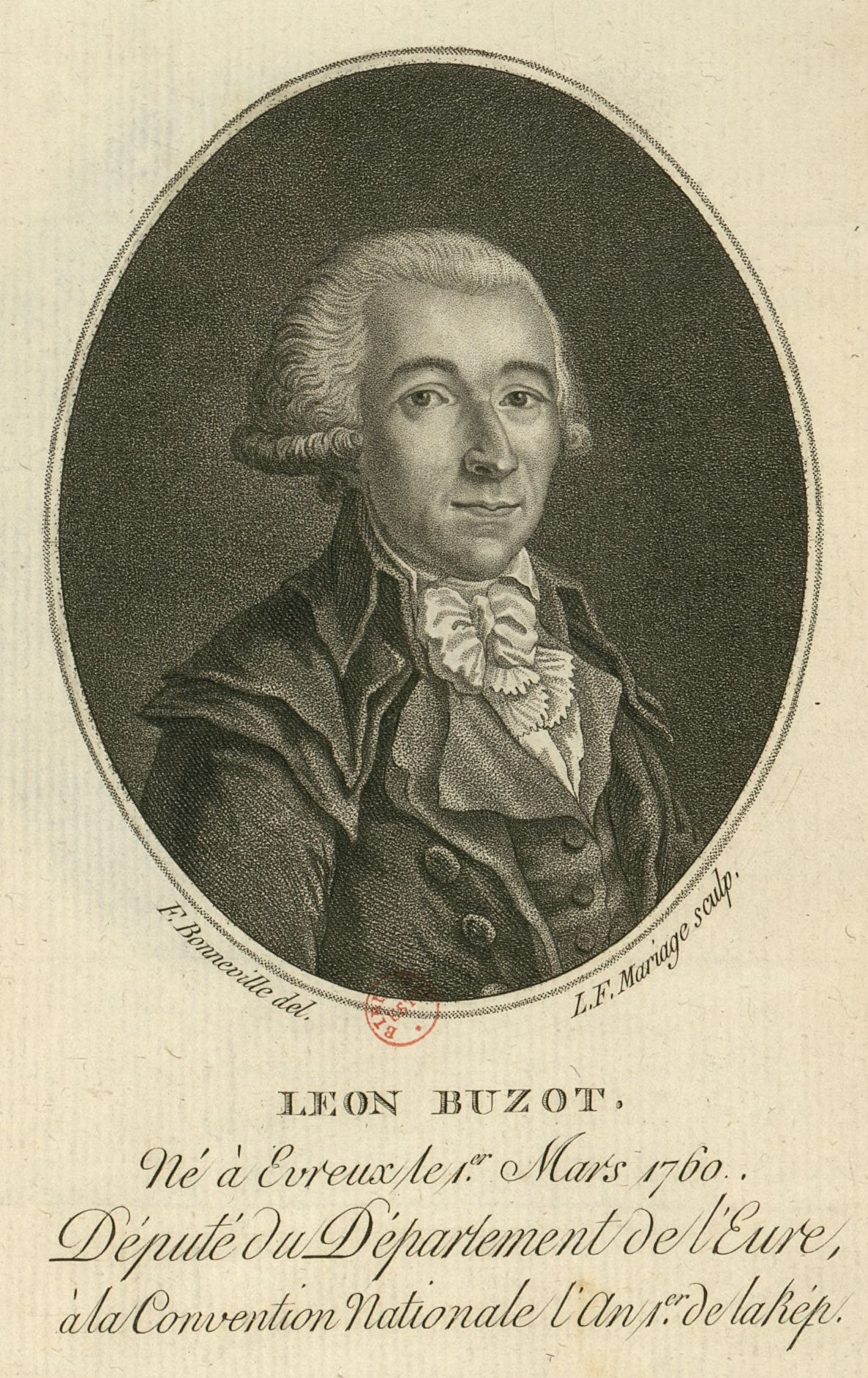
François-Nicolas-Léonard Buzot, Grafik von François Bonneville

François-Nicolas-Léonard Buzot (* 1. März 1760 in Évreux; † 24. Juni 1794) war ein französischer Revolutionär.
Buzot studierte Rechtswissenschaft und erlebte den Ausbruch der Revolution als Advokat in seiner Heimatstadt. Er wurde 1789 als Abgeordneter in die Generalstände gewählt und wurde dort bekannt für seine fortschrittlichen Ansichten. Er verlangte die Nationalisierung der Besitztümer des Klerus und das Recht aller Bürger, Waffen zu tragen. Nach der Auflösung der Verfassunggebenden Versammlung kehrte Buzot nach Évreux zurück und wurde dort Präsident des Strafgerichts. 1792 wurde er als Abgeordneter in den Nationalkonvent gewählt und gesellte sich zu den Girondisten. Er forderte die Bildung einer Nationalgarde aus den Départements, um den Konvent vor dem Pariser Pöbel zu schützen. Sein Antrag wurde verabschiedet, trat aber nie in Kraft; die Pariser Bevölkerung war ihm und den Girondisten gegenüber sehr verbittert.
Im Prozess gegen Ludwig XVI. stimmte Buzot für dessen Tod, ohne Appell an das Volk oder eine Aufschiebung der Urteilsvollstreckung. Er ließ ein Dekret verabschieden, das alle Emigranten, die nicht nach Frankreich zurückkehrten, und jeden, der die Wiedereinführung der Monarchie forderte, mit dem Tod bestrafte. Als er mit den Girondisten am 2. Juni 1793 geächtet wurde, gelang ihm die Flucht in die Normandie. Dort half er dabei, einen föderalistischen Aufstand gegen den Konvent zu organisieren, der aber umgehend unterdrückt wurde. Buzot wurde geächtet und floh in die Gegend um Bordeaux. In den Wäldern von Saint-Émilion beging er Selbstmord.
Er war ein intelligenter und ehrlicher Mensch, wenn er auch vom Verkauf des Kirchenbesitzes profitiert zu haben scheint. Allerdings hatte er einen sturen, unnachgiebigen Charakter; er war unfähig, Zugeständnisse zu machen und wurde von Madame Roland dominiert, die ihm ihren Hass gegen Georges Danton und die Montagnards weitergab. Seine Mémoires sur la Révolution française (Denkschriften über die Französische Revolution) wurden 1823 und 1866 veröffentlicht.